# San Andrés Yaá
San Andrés Yaá là một đô thị thuộc bang Oaxaca, Mexico. Năm 2005, dân số của đô thị này là 378 người.